# Halogénation de Hell-Volhard-Zelinski
 (février 2021).
La mise en forme du texte ne suit pas les recommandations de Wikipédia : il faut le « wikifier ».
Les points d'amélioration suivants sont les cas les plus fréquents :
- Les titres sont pré-formatés par le logiciel. Ils ne sont ni en capitales, ni en gras.
- Le texte ne doit pas être écrit en capitales (les noms de famille non plus), ni en gras, ni en italique, ni en « petit »…
- Le gras n'est utilisé que pour surligner le titre de l'article dans l'introduction, une seule fois.
- L'italique est rarement utilisé : mots en langue étrangère, titres d'œuvres, noms de bateaux, etc.
- Les citations ne sont pas en italique mais en corps de texte normal. Elles sont entourées par des guillemets français : « et ».
- Les listes à puces sont à éviter, des paragraphes rédigés étant largement préférés. Les tableaux sont à réserver à la présentation de données structurées (résultats, etc.).
- Les appels de note de bas de page (petits chiffres en exposant, introduits par l'outil «  Source ») sont à placer entre la fin de phrase et le point final[comme ça].
- Les liens internes (vers d'autres articles de Wikipédia) sont à choisir avec parcimonie. Créez des liens vers des articles approfondissant le sujet. Les termes génériques sans rapport avec le sujet sont à éviter, ainsi que les répétitions de liens vers un même terme.
- Les liens externes sont à placer uniquement dans une section « Liens externes », à la fin de l'article. Ces liens sont à choisir avec parcimonie suivant les règles définies. Si un lien sert de source à l'article, son insertion dans le texte est à faire par les notes de bas de page.
- La présentation des références doit suivre les conventions bibliographiques. Il est recommandé d'utiliser les modèles {{Ouvrage}}, {{Chapitre}}, {{Article}}, {{Lien web}} et/ou {{Bibliographie}}. Le mode d'édition visuel peut mettre en forme automatiquement les références.
- Insérer une infobox (cadre d'informations à droite) n'est pas obligatoire pour parachever la mise en page.

Pour une aide détaillée, merci de consulter Aide:Wikification.
Si vous pensez que ces points ont été résolus, vous pouvez retirer ce bandeau et améliorer la mise en forme d'un autre article.
L'halogénation de Hell-Volhard-Zelinski est une réaction qui permet d'introduire un ou plusieurs atomes d'halogènes dans des acides carboxyliques au niveau du carbone en α. La réaction porte le nom de trois chimistes, les Allemands Carl Magnus von Hell (1849-1926) et Jacob Volhard (1834-1910) et le Russe Nikolaï Zelinski (1861-1953),,.   
Un exemple d'utilisation de la réaction de Hell-Volhard-Zelinski peut être vu dans la préparation d'alanine. Une approche utilisant une synthèse de Strecker a été décrite comme "excellente mais fastidieuse" et ainsi une alternative commençant par l'acide propanoïque a été développée. Dans sa première étape, une combinaison de brome et de tribromure de phosphore (catalyseur) est utilisée pour préparer l'acide 2-bromopropanoïque, qui est ensuite converti en un racémique du produit d'acide aminé par ammonolyse,.

## Mécanisme
Contrairement à d'autres réactions d'halogénation, cette réaction a lieu en l'absence de support halogène. La réaction commence par addition d'une quantité catalytique de PBr3, après quoi un équivalent molaire de Br2 est ajouté.
PBr3 remplace l'OH carboxylique par un bromure, ce qui donne un bromure d'acide carboxylique. Le bromure d'acyle peut ensuite se tautomériser en un énol, qui réagit facilement avec le Br2 pour bromer une deuxième fois en position α.
Dans une solution aqueuse neutre à légèrement acide, l'hydrolyse du bromure d'α-bromo acyle se produit spontanément, donnant l'acide α-bromo carboxylique dans un exemple d'une substitution nucléophile d'acyle. Si une solution aqueuse est souhaitable, un équivalent molaire total de PBr3 doit être utilisé lorsque la chaîne catalytique est perturbée.
Si peu de solvant nucléophile est présent, la réaction du bromure d'α-bromo acyle avec l'acide carboxylique donne le produit acide α-bromo carboxylique et régénère l'intermédiaire de bromure d'acyle. En pratique, un équivalent molaire de PB3 est souvent utilisé de toute façon pour surmonter la cinétique de réaction lente.
Le mécanisme d'échange entre un bromure d'alcanoyle et un acide carboxylique est ci-dessous. Le bromure d'α-bromoalcanoyle a un carbone carbonyle fortement électrophile en raison des effets mésomères attracteurs d'électrons des deux bromures.